# Hemilepidotus spinosus
Hemilepidotus spinosus är en fiskart som beskrevs av Ayres, 1854. Hemilepidotus spinosus ingår i släktet Hemilepidotus och familjen simpor. Inga underarter finns listade i Catalogue of Life.